# Grand Prix de la Marne
Grand Prix de la Marne je bila avtomobilistična dirka, ki je potekala na francoskem dirkališču Reims-Gueux blizu mesta Reims, departma Marne, med letoma 1925 in 1969. Enajstkrat je ta dirka štela za Veliko nagrado Francije.

## Zmagovalci
Legenda:
- F1 : Formula 1
- F2 : Formula 2
- SCR : Športni dirkalniki
- GPR : Grand Prix
- + : Označuje Veliko nagrado Francije

| Leto  | Razred | Zmagovalec                       | Moštvo                   | Poročilo |
| ----- | ------ | -------------------------------- | ------------------------ | -------- |
| 1969  | F2     | François Cevert                  | Tecno 68 - Ford          | Poročilo |
| 1968  | F2     | Jackie Stewart                   | Matra MS7 - Ford         | Poročilo |
| 1967  | F2     | Jochen Rindt                     | Brabham BT23 - Ford      | Poročilo |
| 1966+ | F1     | Jack Brabham                     | Brabham BT19 - Repco     | Poročilo |
| 1965  | SCR    | Pedro Rodríguez Jean Guichet     | Ferrari 365P2            | Poročilo |
| 1964  | SCR    | Graham Hill Jo Bonnier           | Ferrari 250LM            | Poročilo |
| 1963+ | F1     | Jim Clark                        | Lotus 25 - Climax        | Poročilo |
| 1962  | F1     | Bruce McLaren                    | Cooper T60 - Climax      | Poročilo |
| 1961+ | F1     | Giancarlo Baghetti               | Ferrari 156              | Poročilo |
| 1960+ | F1     | Jack Brabham                     | Cooper T53 - Climax      | Poročilo |
| 1959+ | F1     | Tony Brooks                      | Ferrari 246              | Poročilo |
| 1958+ | F1     | Mike Hawthorn                    | Ferrari 246              | Poročilo |
| 1957  | F1     | Luigi Musso                      | Lancia-Ferrari D50A      | Poročilo |
| 1956+ | F1     | Peter Collins                    | Lancia-Ferrari D50       | Poročilo |
| 1954+ | F1     | Juan Manuel Fangio               | Mercedes-Benz W196       | Poročilo |
| 1953+ | F1     | Mike Hawthorn                    | Ferrari 500              | Poročilo |
| 1952  | F2     | Stirling Moss                    | Jaguar                   | Poročilo |
| 1951+ | F1     | Juan Manuel Fangio Luigi Fagioli | Alfa Romeo 159           | Poročilo |
| 1950+ | F1     | Juan Manuel Fangio               | Alfa Romeo 158           | Poročilo |
| 1949  | GPR    | Louis Chiron                     | Talbot-Lago T26C         | Poročilo |
| 1948  | GPR    | Jean-Pierre Wimille              | Alfa Romeo 158           | Poročilo |
| 1947  | GPR    | Christian Kautz                  | Maserati 4CL             | Poročilo |
| 1939  | GPR    | Hermann Paul Müller              | Auto Union T38 R         | Poročilo |
| 1938  | GPR    | Manfred von Brauchitsch          | Mercedes -Benz W154      | Poročilo |
| 1937  | SCR    | Jean-Pierre Wimille              | Bugatti                  | Poročilo |
| 1936  | SCR    | Jean-Pierre Wimille              | Bugatti T57G             | Poročilo |
| 1935  | GPR    | René Dreyfus                     | Alfa Romeo P3            | Poročilo |
| 1934  | GPR    | Louis Chiron                     | Alfa Romeo P3            | Poročilo |
| 1933  | GPR    | Philippe Étancelin               | Alfa Romeo 8C 2300 Monza | Poročilo |
| 1932+ | GPR    | Tazio Nuvolari                   | Alfa Romeo P3            | Poročilo |
| 1931  | GPR    | Marcel Lehoux                    | Bugatti T51              | Poročilo |
| 1930  | GPR    | René Dreyfus                     | Bugatti T35B             | Poročilo |
| 1929  | GPR    | Philippe Étancelin               | Bugatti T35C             | Poročilo |
| 1928  | GPR    | Louis Chiron                     | Bugatti T35B             | Poročilo |
| 1927  | GPR    | Philippe Étancelin               | Bugatti T35B             | Poročilo |
| 1926  | GPR    | François Lescot                  | Bugatti T35              | Poročilo |
| 1925  | GPR    | P. Clause                        | Bignan                   | Poročilo |